# Europees kampioenschap hockey D-landen mannen 2013
Het Europees kampioenschap hockey D-landen voor mannen 2013 werd gehouden van 21 juli tot en met 25 juli 2013 in Athene, Griekenland. Het tweejaarlijkse evenement werd ook wel de Nations Championship IV  genoemd, en is een kwalificatietoernooi voor het EK hockey voor C-landen: de nummer één promoveert en speelt twee jaar later op het EK voor B-landen.
Het toernooi staat onder auspiciën van de Europese Hockey Federatie.

## Uitslag
1. Griekenland (gepromoveerd naar het EK voor C-landen 2015)
2. Bulgarije
3. Cyprus